# Atentado terrorista em Cabul de 7 de agosto de 2019
Um carro-bomba explodiu em um posto de controle em frente à uma delegacia em Cabul, capital do Afeganistão, em 7 de agosto de 2019. A explosão ocorreu no início da manhã, por volta das 09h00, horário local (04h30 UTC), em um bairro predominantemente xiita no oeste de Cabul. Pelo menos 14 pessoas foram mortas e 145 ficaram feridas, a maioria civis. O Talibã reivindicou a responsabilidade pelo ataque, citando que um de seus homens-bomba atacou "um centro de recrutamento". O ataque ocorreu quando negociações em andamento entre o Talibã e os Estados Unidos estavam sendo conduzidas. O ataque também faz parte da guerra que está ocorrendo no país desde 2001.